# 黒岩保
黒岩 保（くろいわ たもつ、1903年3月24日 - 1978年5月10日）は、日本の工学者。北海道大学名誉教授。北海道工業大学元学長。福岡県出身。

## 略歴
- 1926年（大正15年） 九州帝国大学工学部機械学科卒業
- 1926年（大正15年）4月 北海道帝国大学工学部機械工学科原動機学第二講座講師
- 1927年（昭和2年） 北海道帝国大学工学部機械工学科原動機学第二講座助教授
- 1942年（昭和17年）5月 北海道帝国大学工学部機械工学科原動機学第二講座教授
- 1953年（昭和28年） 北海道大学大学院工学研究科機械工学専攻担当
- 1957年（昭和32年） 工学博士の学位を受ける
- 1966年（昭和41年）3月 北海道大学を定年退官、4月19日北海道大学名誉教授となる
- 1966年（昭和41年）4月 北海道自動車短期大学教授
- 1967年（昭和42年）4月 北海道工業大学教授
- 1969年（昭和44年）5月 北海道工業大学第2代学長（～1977年）